# Francesco Almasio
Francesco Almasio   (Piacenza, 1806 - Milà, 14 de novembre de 1871) fou un músic nascut a Itàlia que va destacar en els seus estudis sobre orgue i com a organista. Malgrat el poc que hi ha documentat sobre aquest mestre, se sap que va dirigir l'escola d'orgue del Conservatori de Milà des de 1846, on entre els molts alumnes va tenir a Gaetano Nava. Aquesta escola d'orgue va ser pionera a Itàlia, i consolidà després l'escola del Regio Istituto Musicale di Firenze, del Regio Collegio di Musica di Napoli el 1872 i la Regia Scuola di Musica di Parma el 1876. Es van escriure diverses obres sobre els seus treballs com a organista i transcriptor d'obres per a orgue i tecla, com ara "Almasio en la Música Sacra per a Orgue", publicada de manera pòstuma després que Vismara transcrivís el primer i últim tempo del Settimino de Beethoven.

## Obres
- Suonata in quattro tempi : per pianoforte / composta da Francesco Almasio. Milano : Giovanni Martinenghi, [ca 1860-1890]

Monografia - Musica a stampa 
- All'Egregio Sig. M° Polibio Fumagalli | Tantum ergo breve | a tre voci | Del M° Francesco Almasio | Addí 22 Agosto 1868 | Dono dell'Egregio M° Almasio alla Capella | di S.Celso addí 22 Agosto 1868, [1861-1890]. Monografia - Musica manoscritta
- Dono dell'Autore | a me Carlo Bigatti | 1847 | Tantum Ergo a Tre voci breve | di Francesco Almasio, [1861-1890]. Monografia - Musica manoscritta
- 4 versetti fugati pel Tantum ergo ; due preludii per organo / Francesco Almasio. Milano : Paolo De'Giorgi, [dopo il 1850]. Monografia - Musica a stampa.
- Giro armonico in tutti i tuoni maggiori e minori in forma di ripieno colle primarie dissonanze : [per organo] / Francesco Almasio. Milano : G. Martinenghi, [prima del 1870]. Monografia - Musica a stampa
- Introduzione e polacca : per pianoforte / composta da Francesco Almasio. Milano : Giovanni Ricordi, [circa 1860-1890]. Monografia - Musica a stampa

Es conserva música per a orgue en diversos fons italians i també al fons musical SEO.